# Amonio de Alejandría

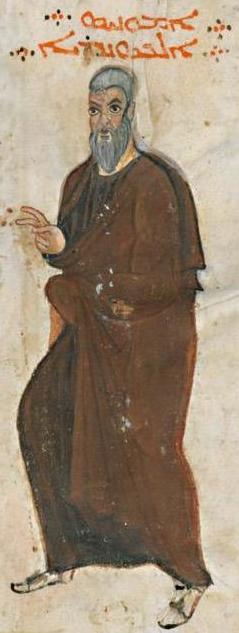
Amonio de Alejandría (imagen de los Evangelios de Rábula)
Forma parte de un retrato de Eusebio de Cesarea y Amonio de Alejandría, acerca de la carta que Eusebio le escribió en los Evangelios (s. VI d. C.).

Amonio de Alejandría (en griego antiguo: Ἀμμώνιος), filósofo cristiano que no hay que confundir con su homónimo Amonio Saccas. Se dedicó a crear una sinopsis de los cuatro Evangelios canónicos, llamado Partes de Amonio (latín ammonius quidam), hoy conocidas como Cánones de Eusebio.
Eusebio de Cesarea en su Historia de la Iglesia 6, 19, manifiesta, seguido por San Jerónimo, que se convirtió al cristianismo en su niñez y que permaneció toda su vida fiel al cristianismo. Nos ha legado dos obras y también han llegado fragmentos. Las obras más notable es La armonía entre Moisés y Jesús.